# جو وليامز (مصارع رياضي)
جو وليامز (بالإنجليزية: Joe Williams) هو مصارع رياضي أمريكي، ولد في 26 نوفمبر 1974 في شيكاغو في الولايات المتحدة.

## وصلات خارجية
- جو وليامز على موقع قاعدة بيانات المصارعة الدولية (الإنجليزية)
- جو وليامز على موقع أوليمبيديا (الإنجليزية)